# Prowincja Mesyna
Prowincja Mesyna (wł. Provincia di Messina) – była prowincja we Włoszech, a następnie regionalna prowincja Mesyna (4 maja 1860 – 4 sierpnia 2015). Zgodnie z ustawą regionalną z 4 sierpnia 2015 Prowincja Mesyna przestała istnieć i została zastąpiona przez Metropolitalne miasto Mesyna.
Liczba gmin w prowincji wynosiła: 108.